# Chieko-sho
Chieko-sho (智恵子抄) é um filme de drama japonês de 1967 dirigido e escrito por Noboru Nakamura. Foi indicado ao Oscar de melhor filme estrangeiro na edição de 1968, representando o Japão.

## Elenco
- Shima Iwashita - Chieko Takamura
- Tetsurō Tanba - Kotaro Takamura
- Jin Nakayama - Toshu Takamura
- Yōko Minamida - Kazuko
- Eiji Okada - Tsubaki
- Mikijiro Hira - Ishii
- Kaori Shima
- Takamaru Sasaki - Koun Takamura
- Tetsuo Ishidate - Taro
- Kinuko Obata - Osato
- Yoshi Katō - Sokichi Naganuma